# Hetessy Csaba
Hetessy Csaba (Budapest, 1968. június 21. –) magyar zeneszerző, hangszerelő, zenei újságíró.
1997-ben diplomázott a Liszt Ferenc Zeneművészeti Főiskola BTI jazz-zeneszerzés-hangszerelés, jazz-elmélet szakán. Klasszikus zeneszerzésre Faragó Béla, jazz-zeneszerzésre Binder Károly tanította.
Diplomája megszerzése óta behatóbban foglalkozik ázsiai népzenék tanulmányozásával, de felkérésre írt több kortárs zenei kompozíciót is. 
1998-ban alapító tagja az Attacca World Music világzenei együttesnek. Az együttes zenéje merít a magyar és balkáni népzenékből, nem tagadva meg az európai klasszikus zenei hagyományokat s a kortárs zenei behatásokat. Hetessy Csaba az együttes művészeti vezetője.
2000-től stúdiómunkákban vett rész, s készített jazz big band hangszereléseket is. 
2002-ben Demlyén Krisztina (cimbalom) felkérésére írta a Monológ cimbalomra című kompozíciót, mely arab zenei behatásokat tükröz, s virtuóz módon használja ki a hangszer lehetőségeit. E darab bemutatójára a Magyar Rádió 6-os stúdiójában került sor.
2007-ben jelent meg Magyarországon először Michel Corrette (1707–1795) hegedűiskolája, a L' École d' Orphée (1738), a Bibliothèque Nationale de France engedélyével. Ennek a műnek a kiadásánál közreműködött.
2012-től zenei újságíróként több újságban és online kulturális oldalakon CD-recenziói, koncertbeszámolói jelentek meg (Evangélikus Élet, 
Jazzma.hu ,Ekultura.hu  stb.) elsősorban egyház-és klasszikus, jazz és világzenei területen. A Művészetek Palotája Budapest  külsős újságírója.
2020 augusztusában a Hunnia Records & Film Production gondozásában jelent meg az Attacca World Music: My World / Világom CD lemez, melyen Hetessy Csaba saját kompozíciói mellett szerepel több zenekari hangszerelése, melyeket Bartók Béla és Ahmed Adnan Saygun zongoradarabjaiból készített.

## CD-kiadványok
- Etnoscope (1998) - kiadó: Binder Music Manufactory

<https://www.amazon.com/-/es/Attacca/dp/B000BDEOKI>
- Világom / My World (2020) - kiadó: Hunnia Records & Film Production

<https://www.amazon.com/Attacca-World-Music-My/dp/B08PW4TRZ6>